# 朱存楅
某王朱存楅（？—17世紀）是明朝秦肅王朱誼漶之子。他在天啟年間封郡王，但封號不詳，以後史書也未記載他的情況。
| 無 原因：明政府封之 | 明某國國王 ？年 | 無 原因：明朝滅亡，封國廢除 |